# Німецький союз
Німе́цький сою́з (нім. Deutscher Bund) — у 1815—1866 роках союз (конфедерація) німецьких держав. Створений 8 червня 1815 року після наполеонівських війн. 23 серпня 1866 року розпущений.

## Назва
- Німе́цький сою́з (нім. Deutscher Bund) — в німецькій, російській, українській історіографії.
- Німе́цька конфедера́ція (англ. German Confederation) — в англомовній історіографії.
- Німе́цька федера́ція — альтернативний переклад, за аналогією із Федеративною Республікою Німеччина (нім. Bundesrepublik Deutschland), де Bund перекладають як «федерація».

## Історія
Союз був створений 8 червня 1815 року на Віденському конгресі як спадкоємець ліквідованої в 1806 році Священної Римської імперії. У 1815 році Німецький союз включав 41 державу, у 1866 році (до часу розпуску) — 35 держав, що традиційно для Німеччини відрізнялися винятковою строкатістю державних форм.
До союзу входили: одна імперія (Австрійська), п'ять королівств (Пруссія, Саксонія, Баварія , Ганновер, Вюртемберг), герцогства і князівства, а також чотири міста-республіки (Франкфурт, Гамбург, Бремен і Любек).
Як і в колишні часи, це німецьке об'єднання мало у своєму складі території, що знаходилися під іноземним суверенітетом: короля Англії — Ганноверське королівство до 1837 року, короля Данії — Гольштейнське і Саксен-Лауенбурзьке герцогства (до 1866 року), короля Нідерландів — Люксембурзьке велике герцогство (до 1866 року).
Безперечна військово-економічна перевага Австрії і Пруссії давала їм явний політичний пріоритет перед іншими членами союзу, хоча формально в ньому проголошувалася рівність усіх учасників. У той же час ряд земель Австрійської імперії (Угорщина, Славонія, Далмація, Істрія та інші) і Прусського королівства (Східна і Західна Пруссія, Познань) повністю виключалися із союзної юрисдикції. Ця обставина зайвий раз підтверджувала особливе становище в союзі Австрії і Пруссії, вони входили в Німецький союз лише тими територіями, які вже були частинами Священної римської імперії. Територія Німецького союзу в 1839 році становила близько 630 100 км² з населенням 29 200 000 чоловік.
Після австро-прусської війни (17 червня — 26 липня 1866 року) Німецький союз 23 серпня в місті Аугсбург саморозпустився.

## Організація союзу

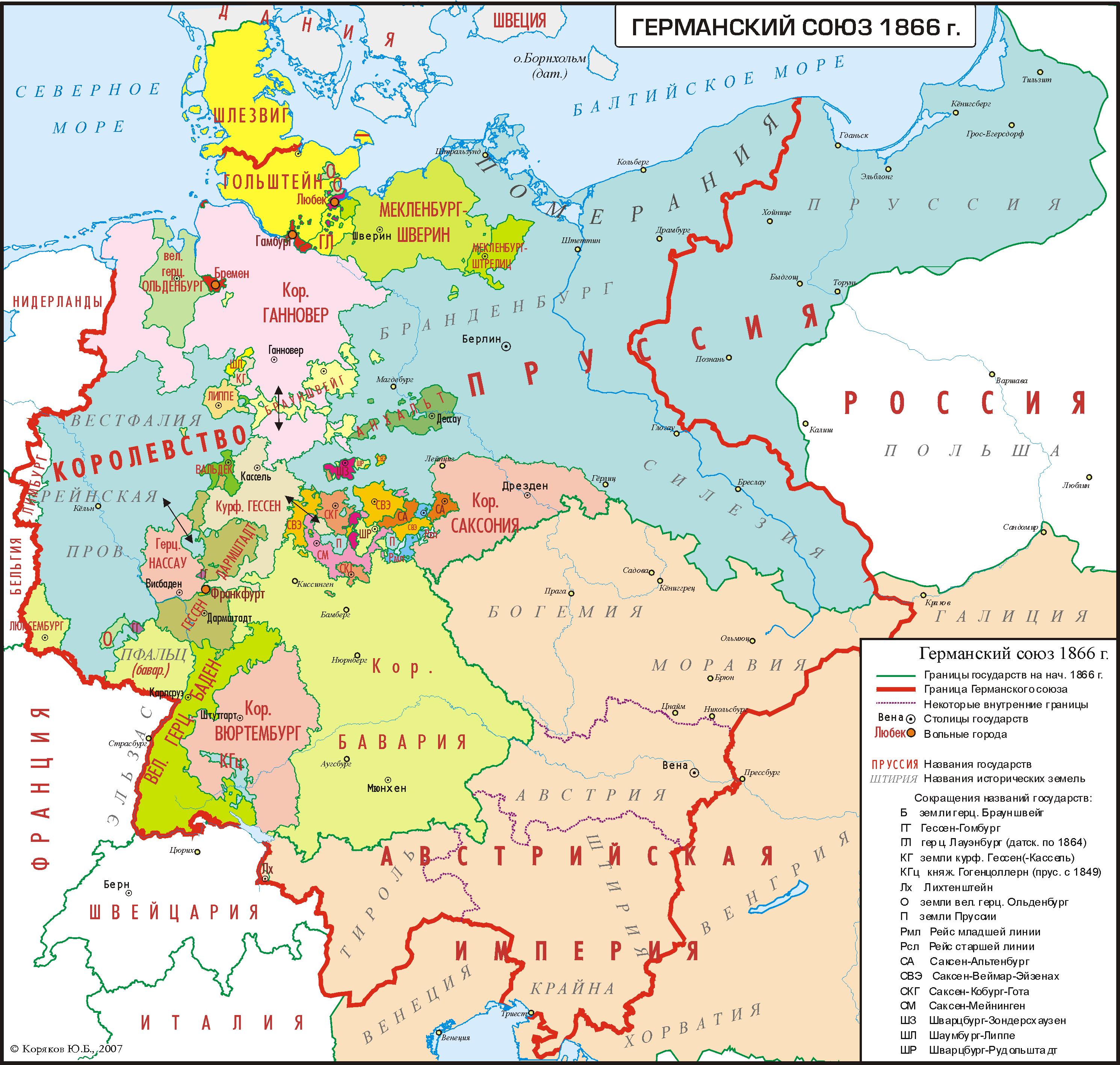
Німецький союз перед початком Австро-прусської війни 1866 рік

Німецький союз був конфедеративним утворенням. Головним прагненням малих держав, що входили в союз, було збереження статусу-кво в Німеччині. Правлячим органом Німецького союзу був Союзний сейм. Він складався з уповноважених від 34 німецьких держав (включаючи Австрію) і 4 вільних міст і засідав у Франкфурті-на-Майні (50°6.49′ пн. ш. 8°40.47′ сх. д. / 50.10817° пн. ш. 8.67450° сх. д.). У повному складі (69 голосів) засідання Союзної сейму проходили дуже рідко, в основному всі рішення приймалися у вузькому його складі (17 голосів). Головування в союзі належало Австрії, як найбільшій за територією та населенням державі Німецького союзу. Кожна з держав, яка об'єдналася в союз, мала суверенітет і власну систему управління. В одних зберігався абсолютизм, в інших функціонували подоби парламентів (ландтаги), і лише в семи були прийняті конституції, що обмежували владу монарха (Баварія, Баден, Вюртемберг, Гессен-Дармштадт, Нассау, Брауншвейг та Саксен-Веймар).
Дворянство мало владу над селянством, панщину, «криваву десятину» (податок на забиту худобу), феодальний суд. Абсолютизм залишався практично незмінним.
Але капіталізм пробивав собі дорогу і в цих несприятливих умовах. У Вюртемберзі, Гессені, Кобурзі, було відмінено кріпосне право, панщина була витіснена продуктивнішою працею найманих батраків. Набувало розвитку промислове виробництво, особливо в Рейнській області (прус.). У 1834 році створений Німецький митний союз.
Німецький союз проіснував до 1866 року і був ліквідований після поразки Австрії в австро-прусській війні (до 1866 року в нього входило 32 держави). Єдиним його членом, який зберіг незалежність і не зазнав жодної зміни режиму, є князівство Ліхтенштейн

## Члени союзу
1. Австрійська імперія (без Галичини, Угорщини, Хорватії, Далмації і Ломбардо-Венеційського королівства) (з 1818 року включає західну частину Галичини (Аушвіц, Заубуш, Цатор) у Німецький союз)
2. Прусське королівство
3. Баварське королівство
4. Саксонське королівство
5. Ганноверське королівство (до 1837 у особистій унії з Великою Британією)
6. Вюртемберзьке королівство
7. Велике герцогство Гессенське
8. Велике герцогство Баденське
9. Велике герцогство Гессен-Дармштатське
10. Люксембург (у персональній унії з Нідерландами)
11. Велике герцогство Мекленбург-Шверінське
12. Велике герцогство Мекленбург-Стреліцьке
13. Шварцбург-Рудольштатське князівство
14. Шварцбург-Зондерсгаузенське князівство
15. Вальдек-Пірмонтське князівство
16. Вільне місто Бремен
17. Вільне місто Франкфурт
18. Вільне місто Гамбург
19. Вільне місто Любек

Приєднались пізніше:
1. Гессен-Гомбурзьке ландграфство (з 1817)
2. Лімбурзьке герцогство (з 1839, у персональній унії з Нідерландами)

## Наслідки Віденського конгресу

Німецький союз в 1820 році. Синім кольором позначено Королівство Пруссія. Жовтим — Австрійська імперія. Реальні кордони союзу — позначені червоним кольором.

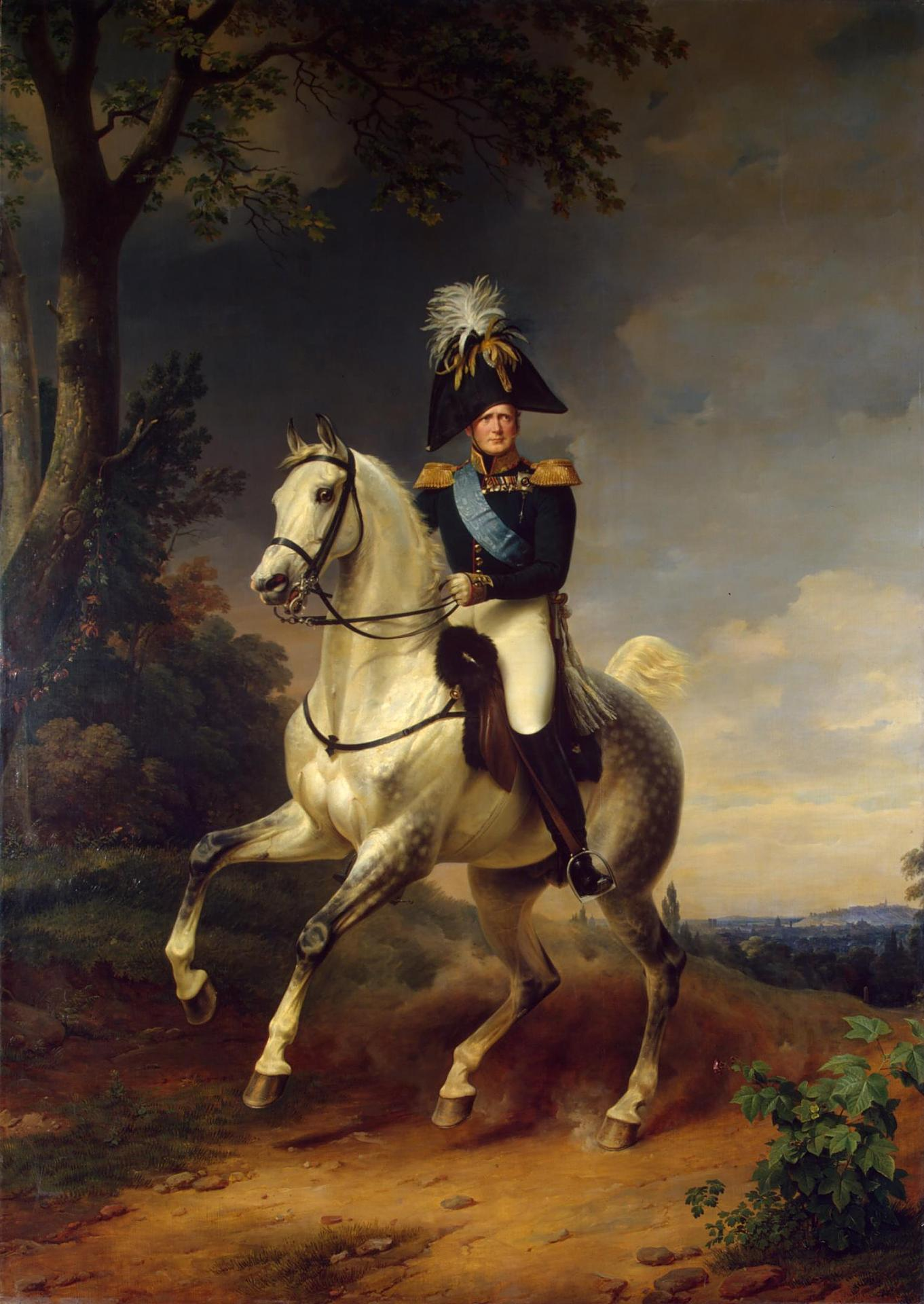
Олександр I на коні їде вперед

На Віденському конгресі (1814—1815) Англія проявила свою серйозну стурбованість з приводу недопущення Франції надалі стати переважаючою силою в Європі і тому сприяла Пруссії в її посиленні й поширенні своєї території до Рейну. Одночасно в плани Англії не входило надмірне посилення Пруссії і перетворення її на домінуючу європейську державу.
У свою чергу Пруссія погодилася на приєднання до Росії Великого князівства Варшавського як крок на згоду про приєднання Саксонії до Пруссії. Талейран, що був тоді прем'єром Франції, використовував «саксонське питання» з метою припинення міжнародної ізоляції Франції і підтримав Австрію і Англію, які уклали секретну угоду зі зриву цих планів. У результаті до Пруссії відійшло 40 % території Саксонії.
На той час Німеччина була представлена федерацією, що складалася з 34 держав та 4 міст: Франкфурт на Майні, Любек, Гамбург і Бремен. Держави не мали права вступати до альянсів, загрозливі Федерації або окремим її членам. Але мали право мати свої конституції. Федеральний орган Бундестаг збирався під орудою Австрії у Франкфурті на Майні за участю представників держав. Рішення, що приймаються домінуючими членами Федерації-Австрії і Пруссії, могли забалотували навіть у тому випадку, якщо в їх підтримку виступили делегації від чотирьох королівств: Саксонії, Баварії, Ганновера і Вюртемберга. Німеччина на той час була пов'язана лише спільністю мови і культури.
Багатонаціональна Австрія, в якій на той час німців було вдвічі менше, ніж осіб інших національностей, що мала фінанси в катастрофічному стані, була в політичному плані дуже слабка.
Пруссія, в якій Харденберг до самої своєї смерті в 1822 році проводив свої реформи прийшла до того, що повернення до часів абсолютної монархії став неможливий. Однак становлення демократичного суспільства гальмувалося сильним впливом аристократії у владних структурах і, особливо, в армії.
Розвиток лібералізму у Федерації був надзвичайно нерівномірним: Австрія і Пруссія ігнорували статтю 13 Федерального акту, що зобов'язував ввести конституційну форму правління. Але в Саксен-Веймарі вона була введена в 1816 році, Бадені і Баварії — в 1818, Вюртемберзі — в 1810, Гессен-Дармштадті — у 1820.

## Німецьке суспільство

### Бідермаєр

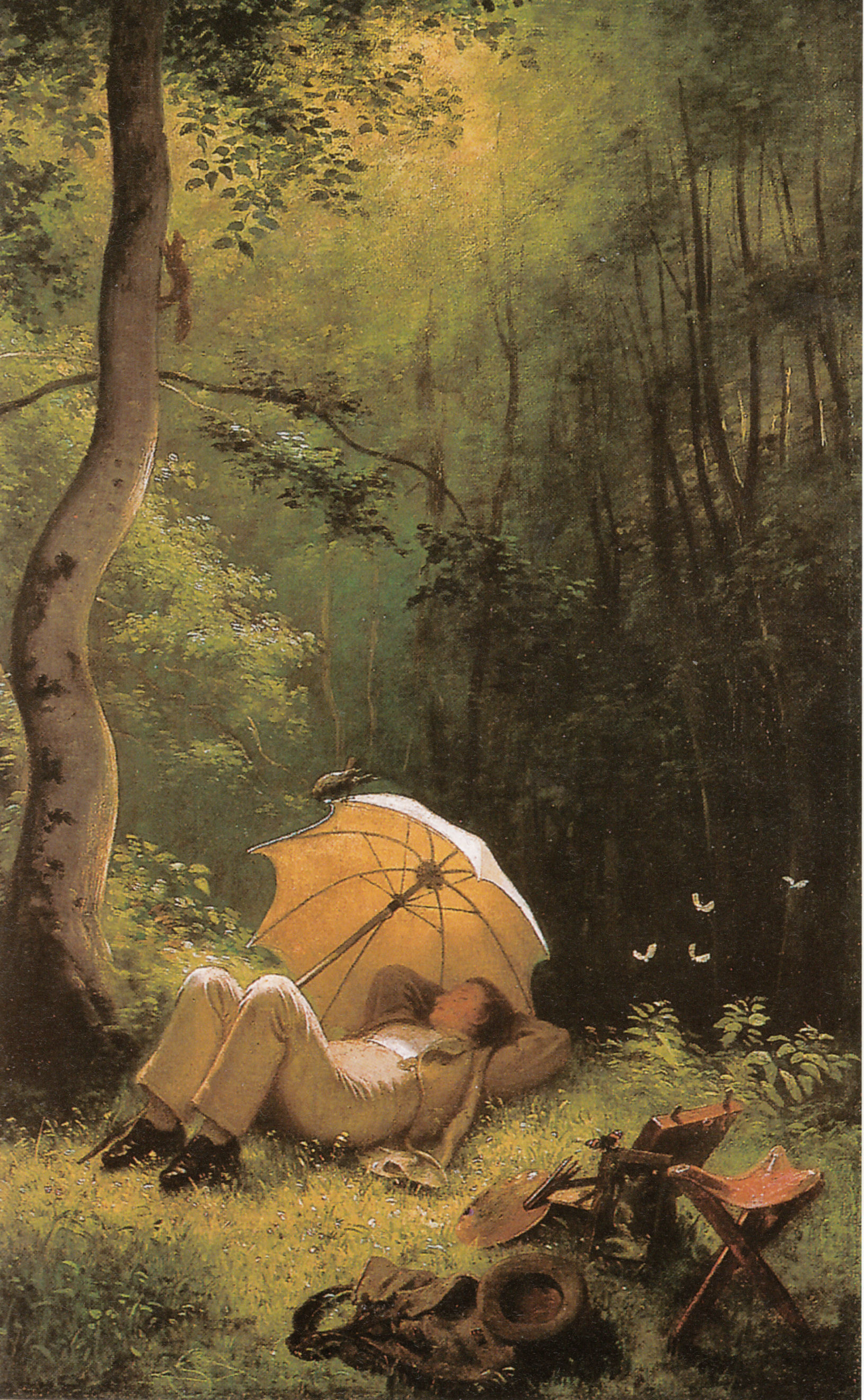
Шпіцвег: «Художник за роботою на пленері»

Епоха, що послідувала за наполеонівськими війнами, коли суспільство почало відпочивати від невлаштованості і невизначеності воєнного часу, носить в Німеччині назву Бідермаєра. У цей час завдяки зростанню добробуту значної частини суспільства, викликаного економічним підйомом і зростанням продуктивності праці, почав поступово складатися новий клас, який пізніше буде названий середнім класом, який став базою для стабільності держави. Представники цього класу в силу своєї відносної забезпеченості не повинні були вести щодня запеклу боротьбу за життя. У них з'явився вільний час і кошти для того, щоб серйозно зайнятися питаннями сім'ї та виховання дітей. Тим більше, що сім'я давала захист від неприємностей з боку зовнішнього світу. На зміну раціоналізму попереднього століття прийшло звернення до релігії.
Ця епоха знайшла своє переконливе відображення в нейтральній і безконфліктній творчості німецького художника Шпіцвега.

### Наука і культура
У першій половині XIX століття Німеччина була «країною поетів і мислителів», країною, що дала світу безліч нових ідей. Шеллінг і група «натуральних філософів» виступили проти ньютоніанського матеріалізму з твердженням, що Природа може бути пізнана лише на основі роздумів і залучення інтуїції. Медики Фойхтерслебен з Відня та Рігзайс з Мюнхена виступили з ідеєю про скасування матеріалістичного підходу до медицини і необхідності покласти в основу лікування молитву і медитацію.
На противагу цим проявам заперечення раціоналізму в німецькій науці з'явилися імена, значно вплинули на розвиток сучасного наукового знання. Видатним ученим виявився Юстус Лібіх, який був введений у велику науку Олександром Гумбольдтом. Лібіх фактично став творцем сучасної агрохімії.
У літературі показала себе група політично заангажованих письменників «Молода Німеччина», до якої ввійшов Генріх Гейне, оцінки якого коливалися в широкому діапазоні від «полум'яного патріота» до «цинічного зрадника» і від «принципового республіканця» до «платного лакея» . Він мав сміливість залишатися самим собою і в багатьох випадках історія показала, що він був правий.

### Радикальний націоналізм

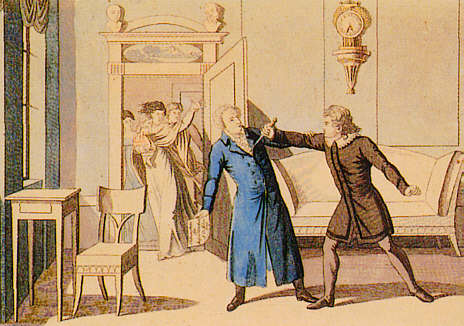
Карл Занд вбиває Августа фон Коцебу

За часів Визвольної війни досить широко була поширена ідея про те, що Бундестаг повинен стати дієвим органом — форумом всієї німецької нації. Ця ідея продовжувала жити в студентських товариствах, особливо Гіссена та Єні, де найбільш радикально налаштовані студенти впадали в революційну активність.
У 1815 році в Єні було організовано братство університетських студентів, що стало найвпливовішою організацією, закликало до проведення конституційних реформ, проголошення цивільних свобод і національного об'єднання (нім. Burschenschaften). Як об'єднавчий символ ними був обраний чорно-червоно-золотий прапор, що повторює кольори уніформи «єгерів Лютцова» часів Визвольної війни в Німеччині. Із загальної кількості німецьких студентів, приблизно 8000, до руху приєдналися від однієї до півтори тисяч.
Клемент Меттерніх, який був у час замаху в Римі, протягом декількох місяців не наважувався повернутися з неї, а 1 серпня 1819 р., зустрівшись в Тепліце з Фрідріхом Вільгелмом III, переконав його зупинити реформи та встановити суворий нагляд над університетами. На його думку, настав час рішення про вибір між революцією і реакцією. Прийнятий під його тиском у присутності представників бундестагу «Карлсбадський декрет» забезпечував домінуючу роль Австрії у Федерації, і зобов'язував всіх членів ввести контроль за університетами. Студентські товариства заборонялися, академічні свободи були скасовані. Всі книги, що містять менше 320 сторінок, підлягали цензурі. У країні створилася атмосфера підозрілості і страху, яка паралізувала інтелектуальне життя.

### Євреї в німецькому суспільстві
Євреї в 1816 році становили близько 1,1 % населення Німецької імперії. До 1871 року ця частка практично не змінилася — 1,2 %. За цей час єврейська спільнота помітно розшарувалося на порівняно нечисленну групу дуже багатих родин і основну масу бідноти. Багаті євреї спільно з державними чиновниками робили спроби долучити цю масу до праці в сільському господарстві, але безуспішно. Позначилася багатовікова практика сегрегації, при якій найдоступнішими професіями була торгівля і фінанси. Вже в 1882 році 20 % банківських службовців і працівників бірж були євреями. З іншого боку до кінця століття кількість євреїв — вуличних торговців впала до 2 %.

## Митний союз

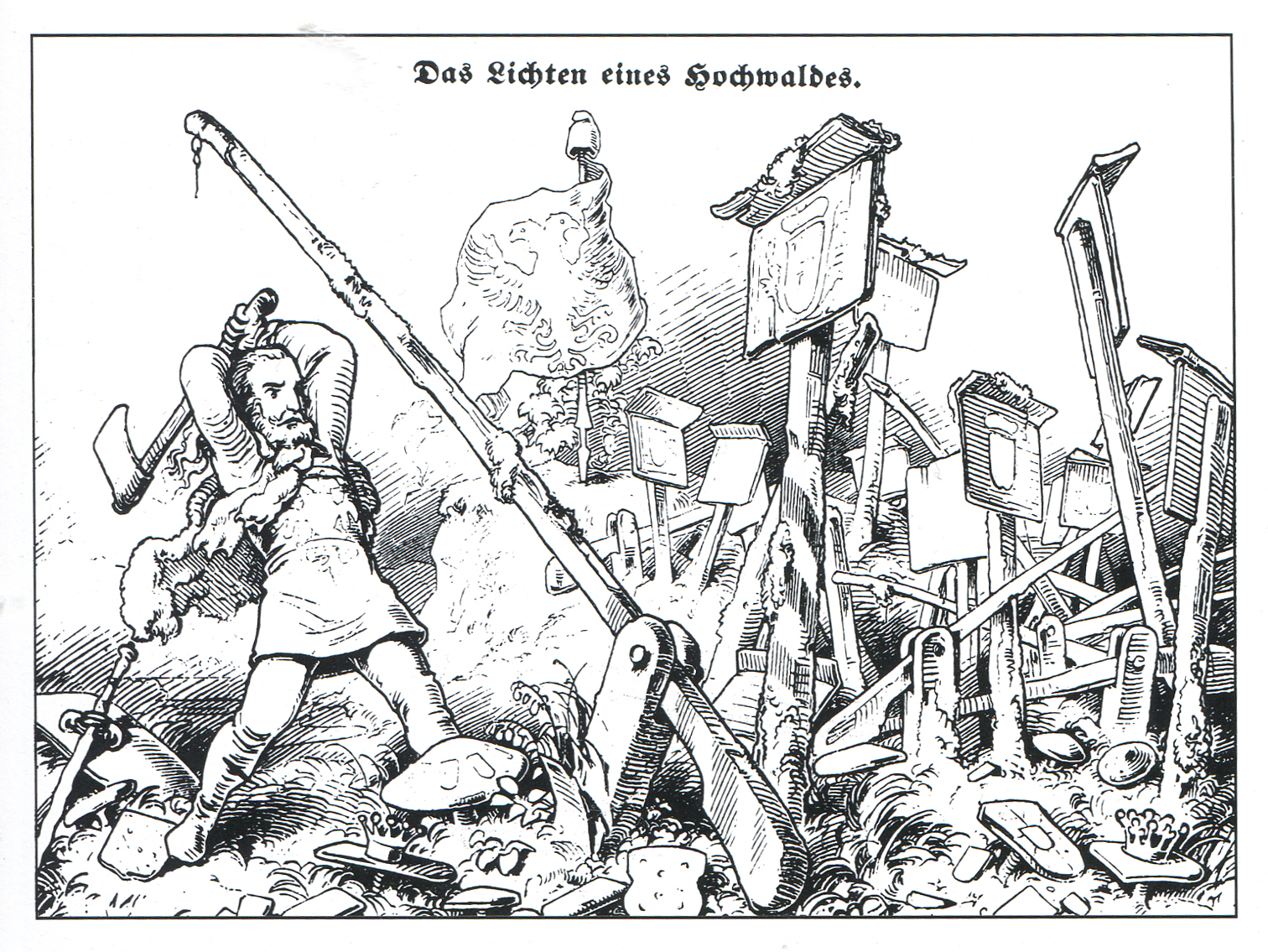
Алегорія на ліквідацію митних обмежень. Німеччина, 1834.

Ліберальні перетворення на території Німеччини найбільш інтенсивно проходили в області економіки, де проявилася тенденція до утворення загальногерманського ринку. У цьому напрямку діяла і система високих митних зборів, які певною мірою захищали вироблені в рамках Федерації товари від конкуренції з боку Англії. Ініціатором в цьому питанні виступила Пруссія, в якій в 1818 році були скасовані всі існуючі раніше митниці між прусськими провінціями і Пруссія стала територією вільної торгівлі. Австрія опиралася самій ідеї свободи торгівлі, яка знаходила в членах Федерації все збільшується кількість прихильників, навіть незважаючи на ясне розуміння, що Пруссія, в першу чергу, прагне до єднання Німеччини під своїм проводом. 1 січня 1834 г . був створений Німецький митний союз (нім. Zollverein) — до складу якого увійшли Баварія, Прусія та ще 16 німецьких князівств. в результаті під контролем прусської бюрократії виявилася територія з населенням в 25 мільйонів чоловік, з 18 членів Федерації. Прусська монета, прусський талер, стала єдиною використовуваною монетою в Німеччині. Австрія в митний союз не входила.

## Початок промислової революції

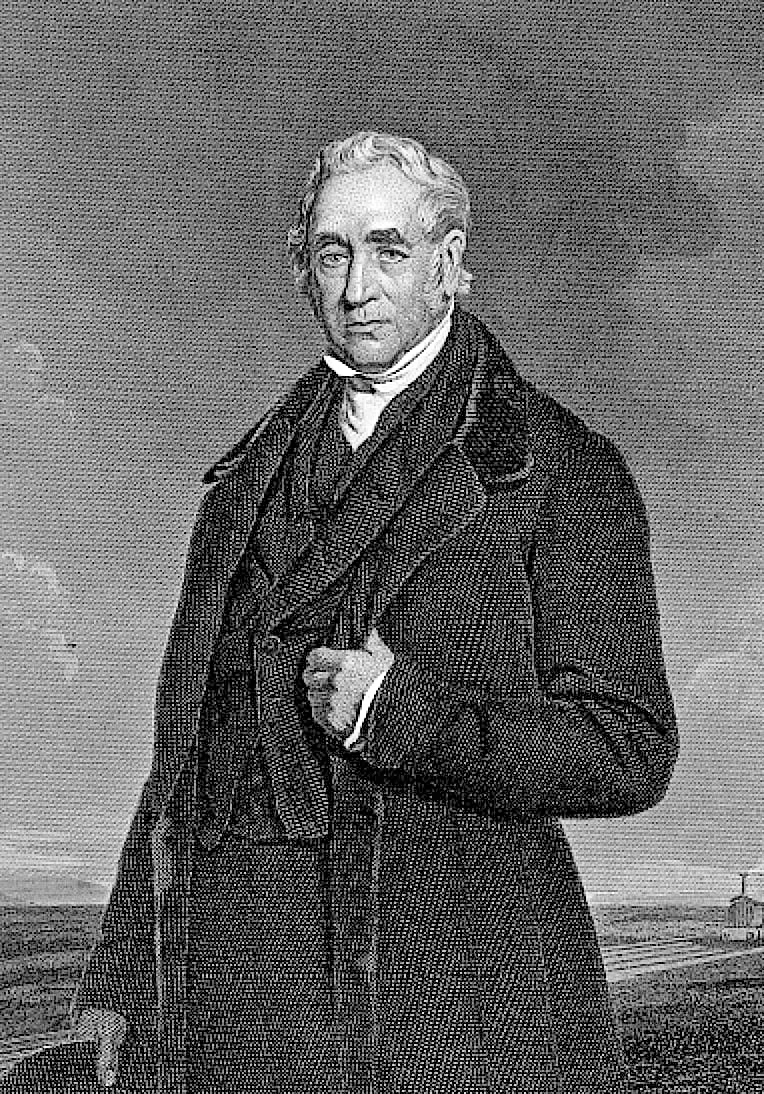
Джордж Стефенсон

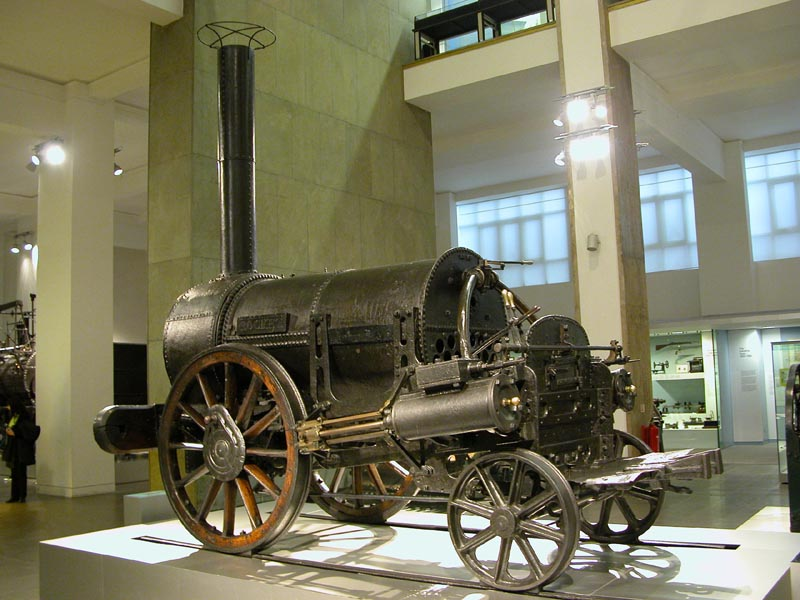
«Ракета» Стефенсона

До середини століття промислове виробництво зростало досить помірними темпами. Ще в 1846—1847 роках менше 3 % працездатного населення в державах Митного союзу могли бути віднесені до категорії працівників промисловості. Однак початок будівництва залізниць радикально змінив економічну ситуацію. У Німеччині це будівництво було розпочато відкриттям залізничного сполучення між Нюрнбергом і Фюртом у 1835 році.

## Революція 1848 року
У середині століття в Європі настав голод. Масове безробіття і злидні охопили багато земель Німеччини. Серія неврожаїв, що послідували за 1845 роком, викликала голодні бунти в Берліні, Відні, Штутгарті і Ульмі. У Верхній Сілезії були зареєстровані більш 80 000 випадків захворювання тифом. 18 000 хворих померли. Картопля, що стала на той час однією з основних страв народного раціону, стала непридатною для харчування через те, що була вражена хворобою. Це викликало «Картопляне повстання» в Берліні в 1847 році. Реальна зарплата промислових робітників між 1844 та 1847 роками впала на 45 %. Катастрофічна ситуація була підтверджена широко поширеною доповіддю ліберального професора-медика, творця клітинної теорії в медицині та біології Рудольфа фон Вірхова.
У найбільш важкій ситуації опинилася група дрібних підприємців у Сілезії, що володіли застарілими текстильними виробництвами. Тільки 2,25 % з них були механізовані. Сілезькі ткачі не були в змозі конкурувати з англійськими товарами. Все це призвело до бунту. Робочі громили фабрики і контори, палили боргові книги. Армія, яка підійшла, відновила порядок протягом трьох днів.
Ліберально налаштовані діячі мистецтва, такі, як Гейне, Герхардт Гауптман та Кете Кольвіц висловили симпатію до бунтівників, вважаючи їх невинними жертвами промислової революції. Саме ці події спонукали Карла Маркса до відомого узагальнення, що зубожіння робочого класу є неминучою особливістю промислового капіталізму.

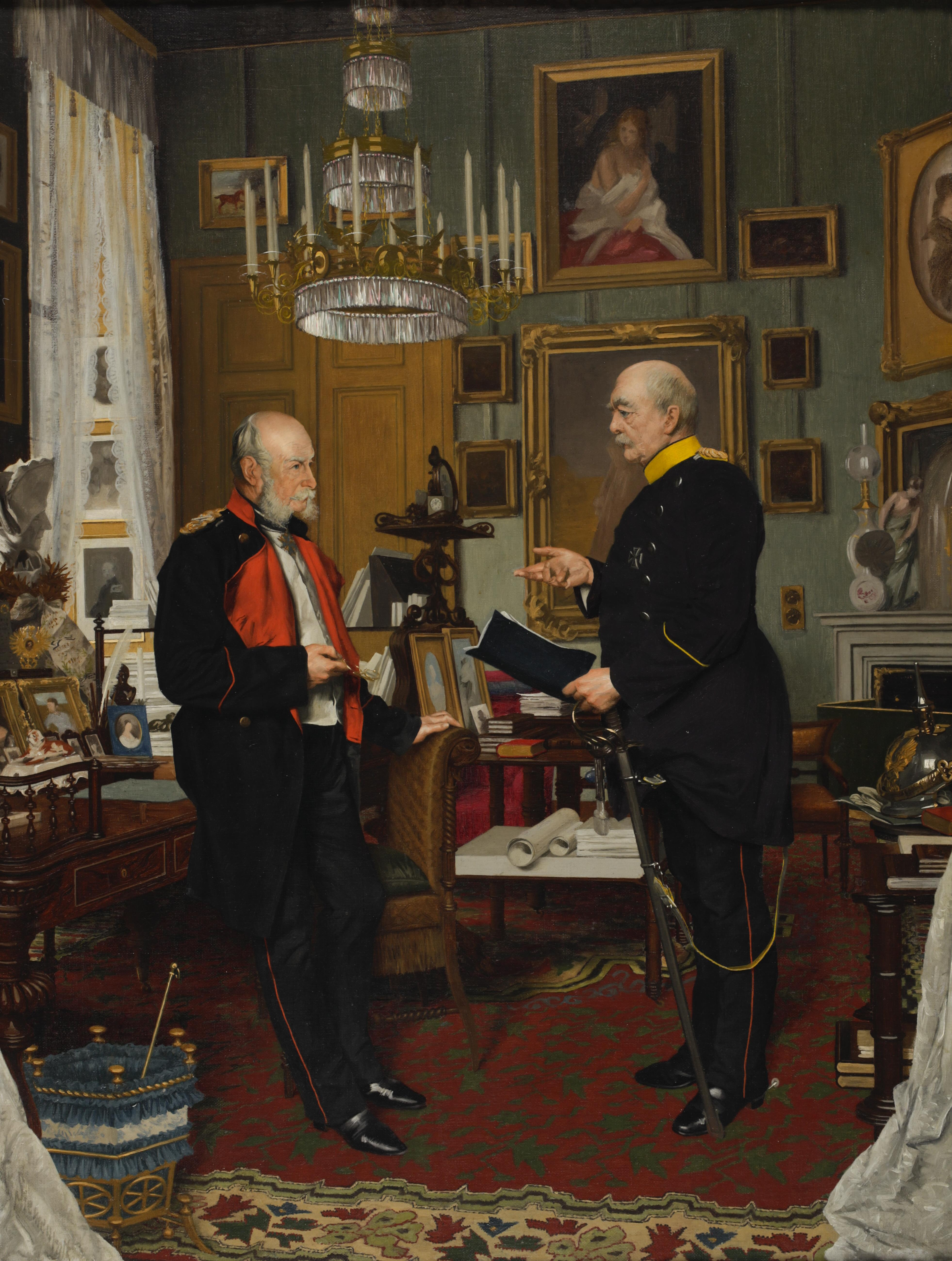
Вільгельм I і Бісмарк

## Епоха «Заліза і крові»
Отто фон Бісмарк, «залізом і кров'ю» у війнах з Данією, Австрією і Францією створив Другий Рейх (малий — без Австрії), в значній мірі задовольнивши давній запит на об'єднання німців під одним дахом. Після цього його завданням стало усунення небезпеки війни на два фронти, яку він вважав завідомо програшною для держави. Цю загрозу він вирішував через категоричну відмову від надбання колоній, що неминуче збільшили б небезпеку збройного протистояння з колоніальними державами, насамперед з Англією. Він вважав добрі відносини з нею запорукою безпеки Німеччини, і тому всі зусилля спрямував на вирішення внутрішніх проблем.